# Уэбб, Дон
Дон Уэбб (англ. Don Webb, 30 апреля 1960, Техас, США) — американский писатель-фантаст, бывший верховный жрец Храма Сета.

## Карьера писателя
Уэбб хорошо известен по таинственной, экспериментальной и оригинальной фантастике, на творчество которого сильно повлиял Лавкрафт. Множество рассказов, эссе, интервью и др. Уэбба были опубликованы в журнале Локус. Его новеллы издавались во многочисленных антологиях, включая The Year’s Best Science Fiction: Eleventh Annual Collection, Asimov’s Science Fiction и The Magazine of Fantasy & Science Fiction. Его рассказ «The Great White Bed» (F&SF май 2007 г.) был номинирован на Международную Премию критиков хоррора.
Преподаёт писательское мастерство в Калифорнийском университете в Лос-Анджелесе.

## Религиозная деятельность
Дон Уэбб служил верховным жрецом в Храме Сета с 1993 по 2002.

### Художественная литература
- Uncle Ovid’s Exercise Book (Illinois State University Press, Fiction Collective Two, 1987)
- Common Superstitions (Isaac Asimov’s Science Fiction Magazine, октябрь 1988)
- Märchenland ist abgebrannt: Profane Mythen aus Milwaukee (коллекция новелл, перевод выполнен Сюзанной Харрингер и Гутманном-Питерсоном, 1989)
- Pulphouse Issue 19
- «The Seventh Day and After» (Pulphouse Publishing, 1995)[11]
- The Agony Man (Avon, октябрь 1995)[12]
- A Spell for the Fulfillment of Desire (Black Ice Books, 1996)
- Stealing My Rules (CyberPsychos AOD Books, 1997)
- Tamarii Notebook  (Tor Books, 1998)[13]
- The Double: An Investigation (St. Martin’s Press, 1998)
- The Explanation and Other Good Advice (Wordcraft of Oregon, 1998)[14]
- Essential Saltes (St. Martin’s Press, 1999)
- Serenade at the End of Time (Bereshith Pub, январь 1999)[15]
- Endless Honeymoon (St. Martin’s Minotaur, 2001)
- When They Came (Temporary Culture, 2006)
- Anubis on Guard Selected Poetry of Don Webb (Dark Regions Press 1998)
- The Bestseller and Others

### Нехудожественная литература
- The Seven Faces of Darkness (Occult non-fiction, Runa-Raven Press) ISBN 1-885972-07-5
- Uncle Setnakt’s Essential Guide to the Left Hand Path (Occult non-fiction) ISBN 1-885972-10-5
- Mysteries of the Temple of Set: Inner Teachings of the Left Hand Path (Occult non-fiction) ISBN 1-885972-27-X
- Aleister Crowley: The Fire and the Force (Occult non-fiction) ISBN 1-885972-28-8

### Повести
- «In the Wings» (Изначально издано Pulphouse: The Hardback Magazine Issue 3: весна 1989 (Pulphouse Publishing, весна 1989)
- «The Key to the Mysteries» (Изначально издано Grue Magazine, 1989, вошло в сборник The Explanation and Other Good Advice, 1998)[16]
- «Four-and-Twenty» (Изначально издано Pulphouse: The Hardback Magazine Issue 7: весна 1990 (Pulphouse Publishing, весна 1990)
- «To Mars and Providence» (в War of the Worlds: Global Dispatches, Bantam Spectra, 1996, и Eternal Lovecraft: The Persistence of HPL in Popular Culture, редакция Jim Turner, Golden Gryphon Press, 1998)

## Обзоры
- «Book Becoming Power», Henry Wessells (New York Review of Science Fiction, март 2000)
- «Webb on the Web», Jon Lebkowsky (Austin Chronicle, Vol. 17, No. 47, July 31, 1998)